# Maladera punctatissima
Maladera punctatissima is een keversoort uit de familie bladsprietkevers (Scarabaeidae). De wetenschappelijke naam van de soort is voor het eerst geldig gepubliceerd in 1835 door Falderman.